# Sci.News
Nicht zu verwechseln mit Science News (SN).
Sci.News (Eigenschreibweise, auch Science News) ist ein amerikanisches Online-Wissenschaftsmagazin, das Rubriken zu Weltraumforschung (Astronomie und Raumfahrt), Archäologie, Paläontologie, Biologie, Physik, Medizin, Genetik, Geologie und anderen Wissenschaften enthält.  Es wurde 2011 gegründet und wird täglich aktualisiert.

## Details
Sci.News hat seinen Sitz in Eureka (Kalifornien) und wird von einem internationalen Autorenteam unterstützt. Herausgeber ist Sergio Prostak, der auch einer der Autoren für Themen wie Astronomie, Archäologie, Paläontologie, Geologie, Technologie etc. ist.
Die anderen Autoren sind:
- Natali Anderson (auch Mitherausgeberin, Themen: Astronomie und Astrophysik, Biologie, Chemie, Genetik, Anthropologie und Paläoanthropologie).
- Enrico de Lazaro (Themen: Astronomie, Archäologie, Paläontologie, Geologie, Technologie u. a.).

Hinzu kommen die folgenden freiberuflichen Autoren:
- James Romero (Themen: Planetenforschung, Astronomie im Allgemeinen und Astrophysik)
- Zvi Cramer (Themen: Biowissenschaften)
- Sam Sander Effron (Themen: Molekularbiologie, Medizin u. a.)
- Rafid Rahman (Themen: Anthropologie und Biowissenschaften)